# ترایپوفوبیا

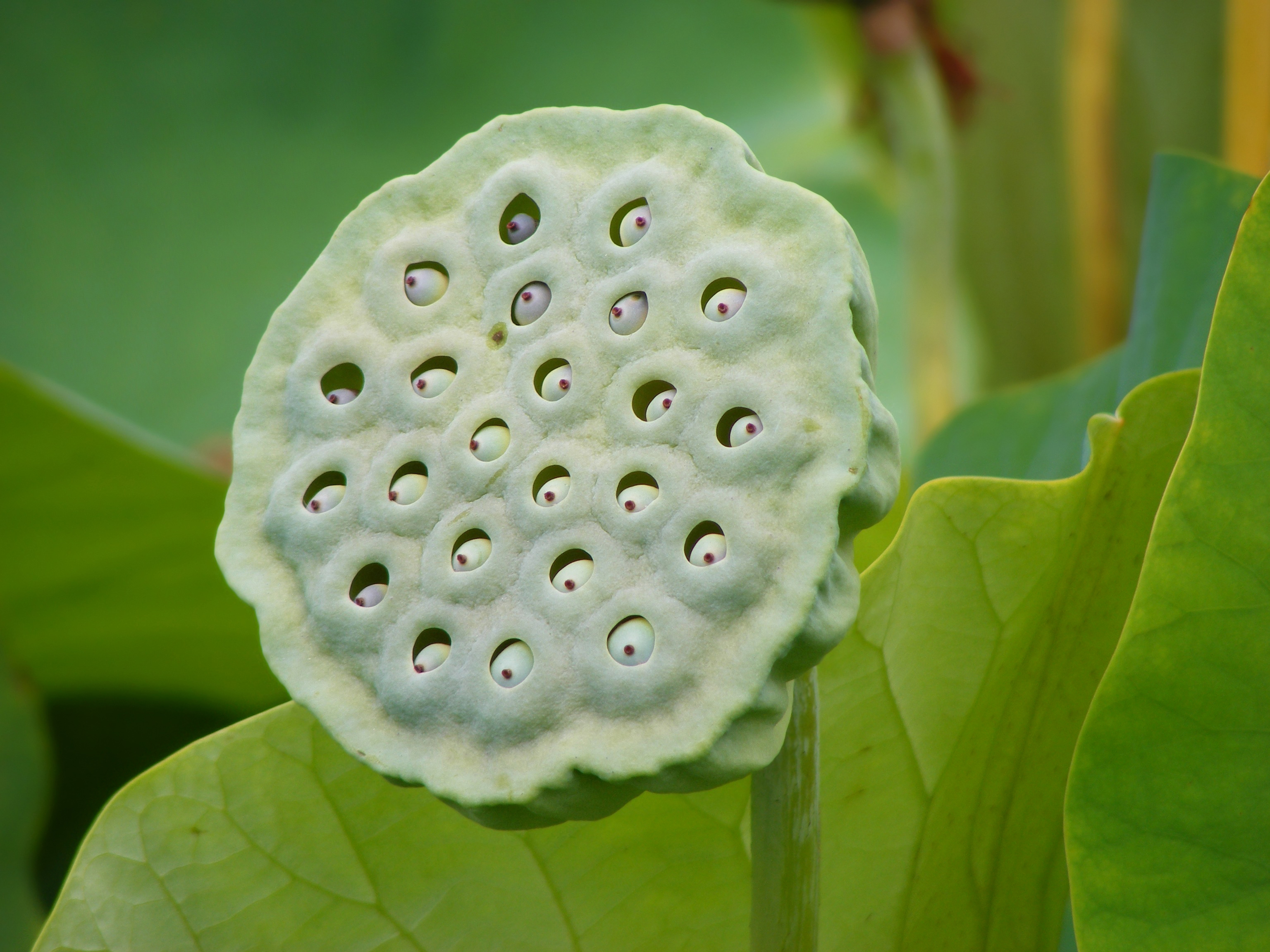
سوراخ‌های روی بذر گیاه نیلوفر آبی در بعضی افراد، هراس یا چندش ایجاد می‌کند.

ترایپوفوبیا (به انگلیسی: Trypophobia) یا تریپوفوبی ترس یا هراس ناشی از الگوهای نامنظم یا خوشه‌ای از سوراخ‌های کوچک یا حفره‌ها است. این هراس به صورت رسمی به عنوان یک اختلال روانی شناخته نشده‌است اما اگر ترس بیش از حد ناراحت‌کننده و آزاردهنده باشد، ممکن است تحت دسته‌بندی وسیعی از هراس‌های ویژه قرار گیرد. افراد در این هراس، ممکن است تنها به بیان انزجار از حفره‌های و سوراخ‌ها بپردازند یا این‌که ترس و انزجار نسبت به تصاویر trypophobic (سوراخ‌سوراخ) شکل گیرد.
درک تریپوفوبیا محدود است. محققان بر این باورند که با این‌که مطالعاتی در مورد بی‌نظمی‌هراسی و تریپوفوبیا انجام شده‌است، اما نتیجه آن یک انحراف بیولوژیکی است که شکل‌های تریپوفوبی را با خطر یا بیماری مرتبط می‌کند و بنابراین ممکن است مبنایی تکاملی داشته باشد. به این‌صورت که احتمالاً بشر اولیه به این درک رسیده بود که هرچیزی که دچار بی‌نظمی یا حفرات نامنظم باشد، در معرض فاسد شدن قرار گرفته‌است و این ترس در انسان نهادینه شده‌است.
گفته می‌شود اصطلاح تریپوفوبیا نخستین‌بار توسط یک شرکت کننده در یک انجمن آنلاین در سال ۲۰۰۵ ساخته شده‌است. از آن زمان، موضوع تریپوفوبیا در رسانه‌های اجتماعی محبوب شده‌است.

## طبقه‌بندی
بی‌نظمی‌هراسی یا تریپوفوبیا به عنوان اختلال روانی شناخته نشده‌است، بنابراین تشخیص خاصی در راهنمای تشخیصی و آماری انجمن روان‌پزشکی آمریکا (نسخه پنجم (DSM-5)) وجود ندارد. با این حال، اگر ترس بیش از حد، مداوم و با شدت یا اختلال قابل ملاحظه باشد، ممکن است تحت دسته‌بندی وسیعی از هراس‌های ویژه قرار گیرد.

## همه‌گیرشناسی
این‌که به چه میزان تریپوفوبیا وجود دارد، نامعلوم است، اما داده‌های موجود نشان می‌دهد که داشتن حس هراس نسبت به تصاویر تریپوفوبیک (حفره‌حفره) نسبتاً رایج است. براساس یک تحقیق که در سال ۲۰۱۳ انجام شد، ۱۶ درصد از ۲۸۶ شرکت‌کننده زمانی که با یک تصویر از غلاف بذر لوتوس مواجه می‌شدند، ابراز ناراحتی می‌کردند یا تحریک نشان دادند. پژوهشگران این تحقیق دریافتند که افراد غیر تریپوفوبی نیز هنگام مشاهده تصاویر تریپوفوبیک نسبت به هنگام مشاهده تصاویر خنثی، حساس‌ترند.
تریپوفوبیا در زنان بیشتر شایع است.